# 負阻特性
負阻特性也稱為負微分電阻特性，是指一些電路或電子元件在某特定埠的電流增加時，電壓反而減少的特性。一般的電阻在電流增加時，電壓也會增加，負阻特性恰好與電阻的特性相反。電壓隨電流變化的情形可以用微分電阻（differential resistance）r表示：
{\displaystyle r\ =\ {\frac {d{V}}{d{I}}}}
沒有一個單一的電子元件，可以在所有工作範圍都呈現負阻特性，不過有些二極體（例如隧道二極體）在特定工作範圍下會有負阻特性。 圖一用共振隧道二極體說明其負阻特性。有些氣體在放電時也會出現負阻特性。而一些硫族化物的玻璃、有機半導體及導電聚合物也有類似的負阻特性。負阻元件在電子學中可製作雙穩態的切換電路及頻率接近微波頻率的震盪電路。

圖1：一個共振隧道二極體在輸出特性上出現的負阻特性，負阻特性在第一個電流峰值後出現。左图为该器件的能带图，中间图为穿透率，右图为电流电压特性曲线。

## 性質

理想負電阻的電流-電壓關係，其斜率（微分電阻）為負值

右圖繪出一個理想負電阻的電流-電壓關係，其斜率為負值。而一般電阻的斜率為正值。隧道二極體和耿氏二極體的電流-電壓關係圖中都有一個區域，其微分電阻為負值。這些元件和電阻一様也有二個端子，不過不是線性元件。單接合面電晶體若和其他元件組合成電路時，也會有負電阻的特性。若要有理想負電阻的特性，電路中需要有主動元件提供能量。因為當電流流過負電阻時，負電阻即為一能量源。
依歐姆定律，電阻二端的電壓和電流成正比，其電流-電壓關係的圖形斜率為正，且會通過原點。理想負電阻其電流-電壓關係的圖形斜率為負，且會通過原點，因此只在圖中的第二和第四象限出現。像隧道二極體之類的元件，其斜率為負的部份未通過原點，因此隧道二極體中沒有能量源。

## 歷史
以往研究時有注意到氣體放電元件及一些真空管（例如负耗阻性管）會有負阻效應。不過實用且有經濟效益的元件一直到固態電子技術普及後才出現。典型的負阻抗電路—負阻抗變換器—是由約翰·林維爾在1953年發明。而典型差動電阻為負值的元件—隧道二極體—則是由江崎玲於奈在1958年發明。

## 實際元件

負阻抗電路，其阻抗

### 二極體
隧道二極體有重摻雜的半導體接面，其轉換曲線為"N"型，部份區域有負阻特性。真空管也可以設計成有負阻特性。其他有負阻特性的二極體一般會有"S"型轉換曲線。當對元件施加偏壓，使工作點在負阻區域時，這些元件可以作為放大器，也可以對元件施加偏壓，使得在電壓變化時，元件可以在二個狀態之間快速的切換。

### 運算放大器
利用由運算放大器組成的負阻抗轉換器可以產生負電阻的電路。二個電阻R1及運算放大器構成了一個負回授的非反向型放大器，增益為2。若{\displaystyle Z=R}，假設運算放大器為理想元件，則電路的輸入電阻為
{\displaystyle R_{\text{in}}=-Z=-R\,\!}
電路的輸入埠可以視為是一個負電阻。
一般情形下也可以調整{\displaystyle Z}，使電路產生類似負電容或負電感的特性。

## 應用

### 振盪器
許多振盪電路會使用一埠的負阻元件，例如負耗阻性管、隧道二極體及耿氏二極體等。在振盪電路中，像LC電路、石英晶体谐振器或諧振腔等會和有施加偏壓的負阻元件相接。負阻元件可以抵消振盪電路中電阻帶來的能量損失，使振盪電路可以持續振盪。這類電路多半是用在微波波長的振盪電路。振盪電路也會使用一些功率擴大元件（如真空管）的負阻．像負耗阻性管振盪器即為一例。

### 混頻器及頻率轉換器
隧道二極體高度非線性的特性可用在混頻器中，隧道混頻器若配合偏壓，使隧道二極體工作在負阻的區域，隧道混頻器的轉換增益至少會提高20 dB。

### 天線設計
無線電天線設計的領域也會用到負阻的概念，一般會稱為負阻抗。天線上常會配合主動元件，再利用一到多個主動元件來產生顯著的負阻抗。

### 阻抗消除
負阻抗也可以用來抵消正阻抗的影響，例如抵消電壓源中的內阻或是使電流源的內阻變成無限大。此技術已用在電路線的中繼器及類似Howland電流源（Howland current source）、Deboo 積分器（Deboo  integrator）及負載抵消電路等。

## 延伸閱讀
- Negatron yields real natural frequency, Aleksandr Belousov, USA, EDN, 08/1993 (practical application of the equivalent Negatron circuit related to Instrumentation and Measurement knowledge domain)
- E.W. Herold, "Negative Resistance and Devices for Obtaining It," Proceedings of the Institute of Radio Engineers, Volume 23, Number 10, October 1935.